# Narros de Cuéllar
Narros, a partir del 1916 Narros de Cuéllar, és un poble de la província de Segòvia, a la comunitat autònoma de Castella i Lleó. Forma part de Samboal, i està enquadrat al Sexmo de la Mata. Avui dia depèn administrativament del municipi de Samboal. Va ser municipi independent fins al 12 de setembre de 1970 data en la qual es va decretar la seva incorporació al municipi de Samboal. El 1991 hi va haver un intent, per part de la corporació municipal de Samboal, que Narros de Cuéllar es constituís de nou com a municipi independent, que es va denegar el 14 d'octubre de 1999. Finalment el 8 d'abril del 2008 la sala tercera del Tribunal Suprem va desestimar el recurs de cassació interposat contra la sentència que va confirmar el decret de denegació de la segregació.

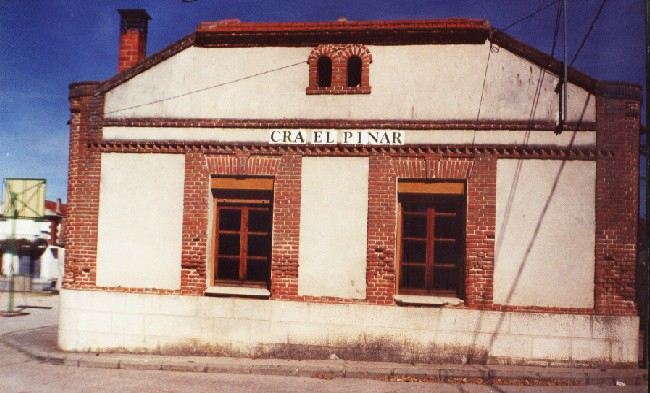
Narros: Col·legi de Primària.

A mitjans del segle xix formava municipi propi depenent al partit judicial de Cuéllar (audiència a Madrid) i eclesiàsticament al bisbat de Segòvia. El Diccionari de Madoz, sobre la població de Narros, esmenta l'església parroquial de Nuestra Señora de la Concepción, i l'ermita de San Marcos. Aquest terme limitava amb els d'Arroyo de Cuéllar (N.); Campo (E. i S.), i Fresneda de Cuéllar (O.). Esmenta un petit mont cobert de pinar. En aquell temps la producció era fonamentalment del sector primari produint-s'hi blat, ordi, sègol, garrofes, cigrons i moles; i esmenta la presència de bestiar de llana i boví, i carn de caça com ara llebres, conills, perdius i altra volateria.
| 1877 | 1891 | 1910 | 2000 | 2002 | 2004 | 2006 | 2008 | 2010 | 2012 | 2014 | 2016 | 2018 | 2020 |
| ---- | ---- | ---- | ---- | ---- | ---- | ---- | ---- | ---- | ---- | ---- | ---- | ---- | ---- |
| 309  | 314  | 327  | 198  | 196  | 196  | 177  | 176  | 174  | 177  | 175  | 170  | 168  | 166  |